# Clément Orceau
Clément Orceau, né le 1er juillet 1995 au Poiré-sur-Vie (Vendée), est un coureur cycliste français. Son palmarès comprend notamment cinq victoires obtenues sur des courses inscrites au calendrier de l'Union Cycliste Internationale.

## Biographie
Clément Orceau participe à ses premières courses cyclistes en catégorie benjamins, sous les couleurs du VC Agenisate (Aizenay),. 
En 2014, il intègre le club POC Côte de Lumière, membre de la division nationale 3. L'année suivante, il évolue en division nationale 1 à l'UC Nantes Atlantique. Victorieux en première catégorie, il gagne également deux étapes du Tour de Côte d'Ivoire, sous les couleurs d'une délégation régionale. Il s'agit de ses premiers succès sur des courses inscrites au calendrier de l’UCI.
Pour la saison 2016, il revient au POC Côte de Lumière, qui est promu en division nationale 2. Bon sprinteur, il se distingue en obtenant sept victoires. Il court ensuite de 2017 à 2019 au Vendée U, centre de formation de l'équipe Direct Énergie. Durant ces trois saisons, il brille dans le calendrier amateur français, mais aussi sur le Tour de Normandie, où il remporte deux étapes. Il effectue également à trois reprises un stage chez Direct Énergie. Il n'est toutefois pas retenu pour passer professionnel, à sa grande déception,. 
Sans contrat professionnel, il quitte le Vendée U et rejoint le club La Roche-sur-Yon Vendée Cyclisme en 2020, tout en préparant sa reconversion. Il met un terme à sa carrière cycliste à l'issue de la saison 2022.

## Palmarès et résultats

### Palmarès sur route
- 2011
  - 3e du Chrono des Nations-Les Herbiers-Vendée cadets
- 2015
  - Circuit des Remparts à Guérande
  - 5e et 6e étapes du Tour de Côte d'Ivoire
- 2016
  - Champion des Pays de la Loire
  - 1re étape du Tour du Pays de Lesneven
  - Route du Sud Estuaire
  - Circuit des Remparts à Guérande
  - 1re étape des Boucles Nationales du Printemps
  - 4eb étape du Tour des Deux-Sèvres
  - 2e de la Flèche de Locminé
- 2017
  - Circuit des plages vendéennes :
    - Classement général
    - 5e et 6e étapes

  - 7e étape du Tour de Normandie
  - La Gainsbarre
  - Tour du Pays Lionnais
- 2018
  - 2e étape du Tour de Normandie
  - Grand Prix de Luneray
  - 4e étape du Tour du Loiret
  - 2e étape du Tour de Loire-Atlantique
  - Souvenir Vincent Moreau
  - Tour de Rhuys
  - Paris-Chalette-Vierzon
- 2019
  - 1re et 6e épreuves du Circuit des plages vendéennes
  - 9e étape du Tour du Maroc
  - Trophée Gustave Beignon :
    - Classement général
    - 2e étape (contre-la-montre par équipes)

  - 4e étape de l'Estivale bretonne
  - 2e du Circuit des plages vendéennes
- 2020
  - 6e étape du Circuit des plages vendéennes
  - Grand Prix de Plérin
  - Tour de Rhuys
  - 2e du Grand Prix Christian Fenioux
- 2021
  - Grand Prix de Chantonnay
  - 2e du Grand Prix de Buxerolles

### Classements mondiaux
| Année           | 2015 | 2016 | 2017   |
| --------------- | ---- | ---- | ------ |
| UCI Africa Tour | 71e  |      |        |
| UCI Europe Tour |      |      | 1 438e |

### Palmarès en cyclo-cross
- 2018-2019
  - Cyclo-cross de Moutiers-les-Mauxfaits[10]
  - Cyclo-cross de Chaix[11]